# 皇家艺术与历史博物馆

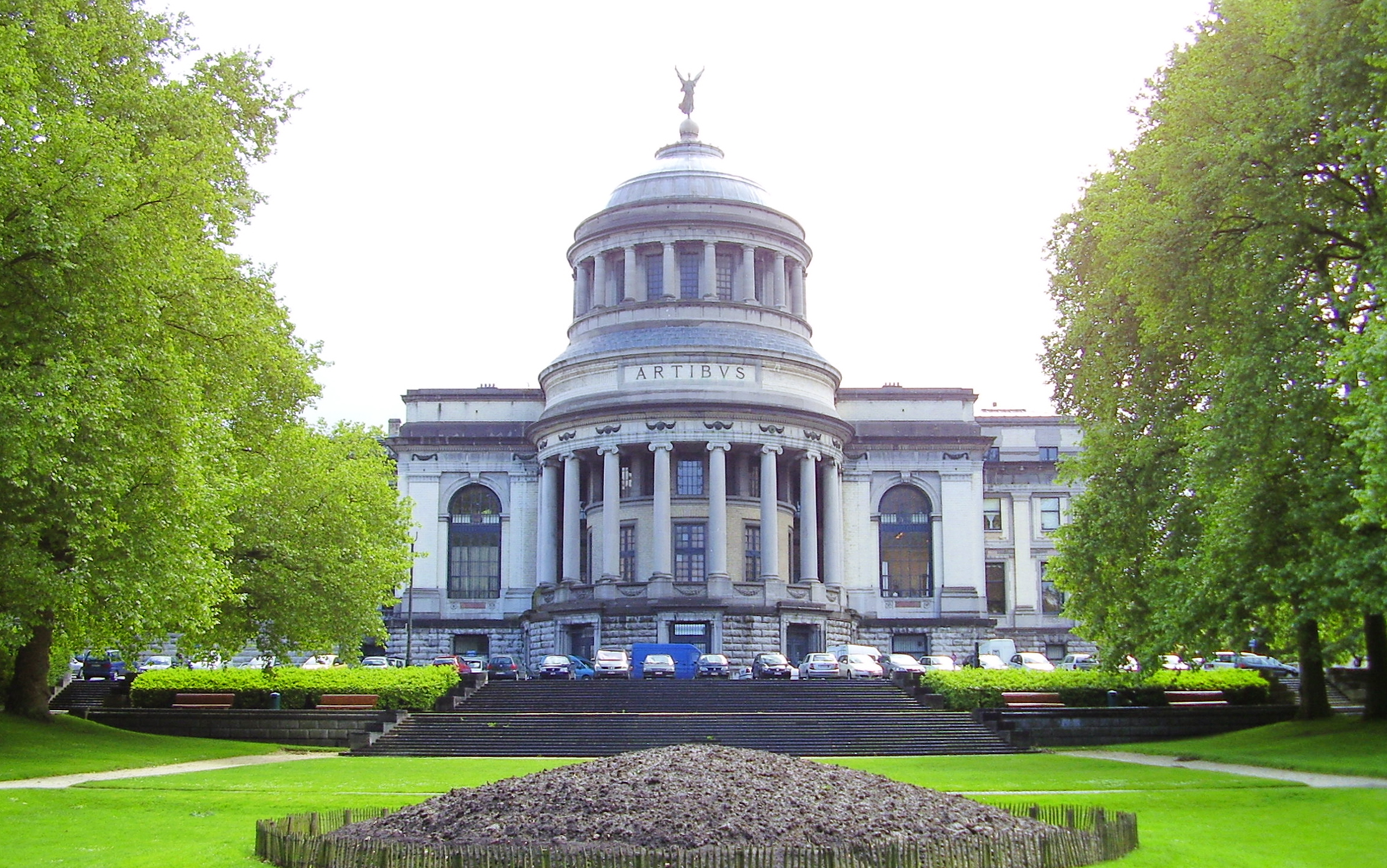
皇家艺术与历史博物馆

皇家艺术与历史博物馆（英語：Royal Museums of Art and History）是布鲁塞尔的一组博物馆。它是比利时联邦科学政策公共规划服务部的下属机构。
该组博物馆包括：
- 五十周年纪念博物馆（Cinquantenaire Museum）
- 哈勒门（Porte de Hal|Hal Gate）
- 布魯塞爾樂器博物館（Musical Instrument Museum）
- 远东博物馆（Museum of the Far East）
- 人类激情之庙（Horta-Lambeaux Pavilion）